# Tredje slag ved Murfreesboro
Tredje slag ved Murfreesboro blev udkæmpet 5. – 7. december 1864
i Rutherford County, Tennessee som led i Franklin-Nashville kampagnen i den amerikanske borgerkrig.

## Baggrund
I et sidste desperat forsøg på at tvinge generalmajor William T. Shermans unionshær ud af Georgia ledte general John Bell Hood den konfødererede Army of Tennessee nordpå mod Nashville i november 1864. Selv om han led et frygteligt nederlag i Slaget ved Franklin, fortsatte han mod Nashville. Under operationen mod Nashville besluttede han, at ødelæggelsen af Nashville, Chattanooga and St. Louis Railway og ødelæggelsen af Unionens forsyningsdepot i Murfreesboro ville hjælpe hans sag. Han sendte generalmajor Nathan Bedford Forrest af sted den 4. december med en ekspedition, der bestod af to kavaleridivisioner samt William B. Bates infanteri division til Murfreesboro. 

## Slaget
Den 2. december havde Hood givet Bate ordre til at ødelægge jernbanen og blokhusene mellem Murfreesboro og Nashville og slutte sig til Forrest for yderligere operationer. Den 4. december angreb Bates division Blockhouse No. 7, som beskyttede jernbaneskæringen ved Overall Creek, men unionsstyrker afviste angrebet. Om morgenen den 5. december tog Forrest af sted mod Murfreesboro, idet han delte sin styrke således, at en kolonne skulle angribe fortet på bakken, og den anden skulle erobre Blockhouse No. 4, begge ved La Vergne. Efter at han havde krævet, at begge garnisoner skulle overgive sig, gjorde de som forlangt. Uden for La Vergne, forenede Forrest sig med Bates division, og styrken rykkede frem mod Murfreesboro ad to veje og drev unionsstyrkerne ind i befæstningerne i fæstning Rosecrans, hvorefter han slog lejr for natten i byens udkant. Næste morgen, den 6. december, beordrede Forrest Bates division til at angribe fjendens stillinger. Kampen blussede op i et par timer, men unionstropperne holdt op med at skyde, og begge sider stirrede på hinanden resten af dagen. Brigadegeneral Claudius W. Sears' og brigadegeneral Joseph B. Palmers infanteribrigader sluttede sig til Forrests styrke om aftenen og forøgede hans styrke.  
Om morgenen den 7. december sendte generalmajor Lovell Rousseau, som havde kommandoen over alle styrker ved Murfreesboro, to brigader under brigadegeneral Robert H. Milroy ud på landevejen mod Salem for at føle fjenden på tænderne. Disse tropper, som blev ledet af veteranerne Horatio P. Van Cleve og Włodzimierz Krzyżanowski, gik i kamp med de konfødererede og kampen fortsatte. På et tidspunkt blev nogle af Forrests tropper slået på flugt og skabte forvirring i de konfødereredes rækker, og selv Forrest og Bate kunne ikke stoppe disse enheders flugt. Resten af Forrests styrke gennemførte et ordnet tilbagetog fra slagmarken og slog lejr for natten udenfor Murfreesboro. Forrest havde ødelagt jernbanespor, blokhuse og nogle boliger og generelt forstyrret Unionens operationer i dette område, men derudover opnåede han ikke meget. Raidet mod Murfreesboro var kun en mindre irritation.

## Slagorden

### Unionen
Militærdistrikt Tennessee – Generalmajor Lovell H. Rousseau
- Forsvar af Nashville & Chattanooga Railroad – Brigadegeneral Robert H. Milroy
  - 1. Brigade – Brigadegeneral Horatio P. Van Cleve
  - 3. Brigade – Oberst Włodzimierz Krzyżanowski
- 4. Division (20. Korps) – Generalmajor Lovell H. Rousseau
  - 1. Brigade – Oberst William P. Lyon
  - 2. Brigade – Oberst Edwin C. Mason

### Konføderationen
Kavaleri korps – Generalmajor Nathan Bedford Forrest
- Bufords Division – Brigadegeneral Abraham Buford
  - Bells Brigade – Oberst Tyree Bell
  - Crosslands Brigade – Oberst Edward Crossland
- Jacksons Division – Brigadegeneral William Hicks Jackson
  - Armstrongs Brigade – Brigadegeneral Frank C. Armstrong
  - Rosss Brigade – Brigadegeneral Lawrence S. Ross

Tilknyttet infanteri

- Bates Division (fra Cheathams Korps) – Generalmajor William B. Bate
  - Tylers Brigade – Brigadegeneral Thomas B. Smith
  - Finleys Brigade – Major Jacob A. Lash
  - Jacksons Brigade – Brigadegeneral Henry R. Jackson
- Stevensons Division
  - Browns & Reynoldss Brigade – Brigadegeneral Joseph B. Palmer
- Frenchs Division
  - Sears Brigade – Brigadegeneral Claudius W. Sears